# 古典派詩人協会

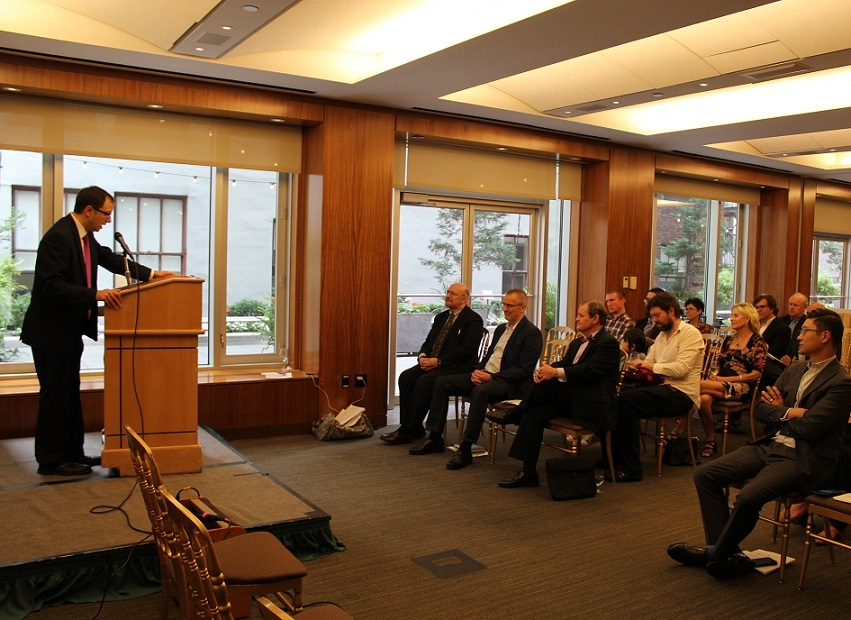
Society symposium, June 2019

古典派詩人協会（こてんはしじんきょうかい、The Society of Classical Poets）は、ニューヨークに本部を置く、伝統的な押韻や韻律詩の復興に取り組む非営利団体である。英語詩として古典的な技法を踏まえているとされる作品が入選および掲載され、年刊誌『古典派詩人』において出版されている。米国、イギリス、フランス、インド、日本などから多くの英語詩人の作品が掲載されている。

## 創立
英語教師のエヴァン・マンティックとジャーナリストのジョシュア・フィリップによって2012年に設立された。設立から毎年、詩のコンクールを開催している。伝統的な韻律詩や押韻詩の評価を高めること、出版や公演の機会、賞を通じて古典的技法を現代詩に応用する詩人を奨励すること、教育と文化における言語芸術を発展させることなどを使命としている。